# Vida pregressa do Papa Pio XII

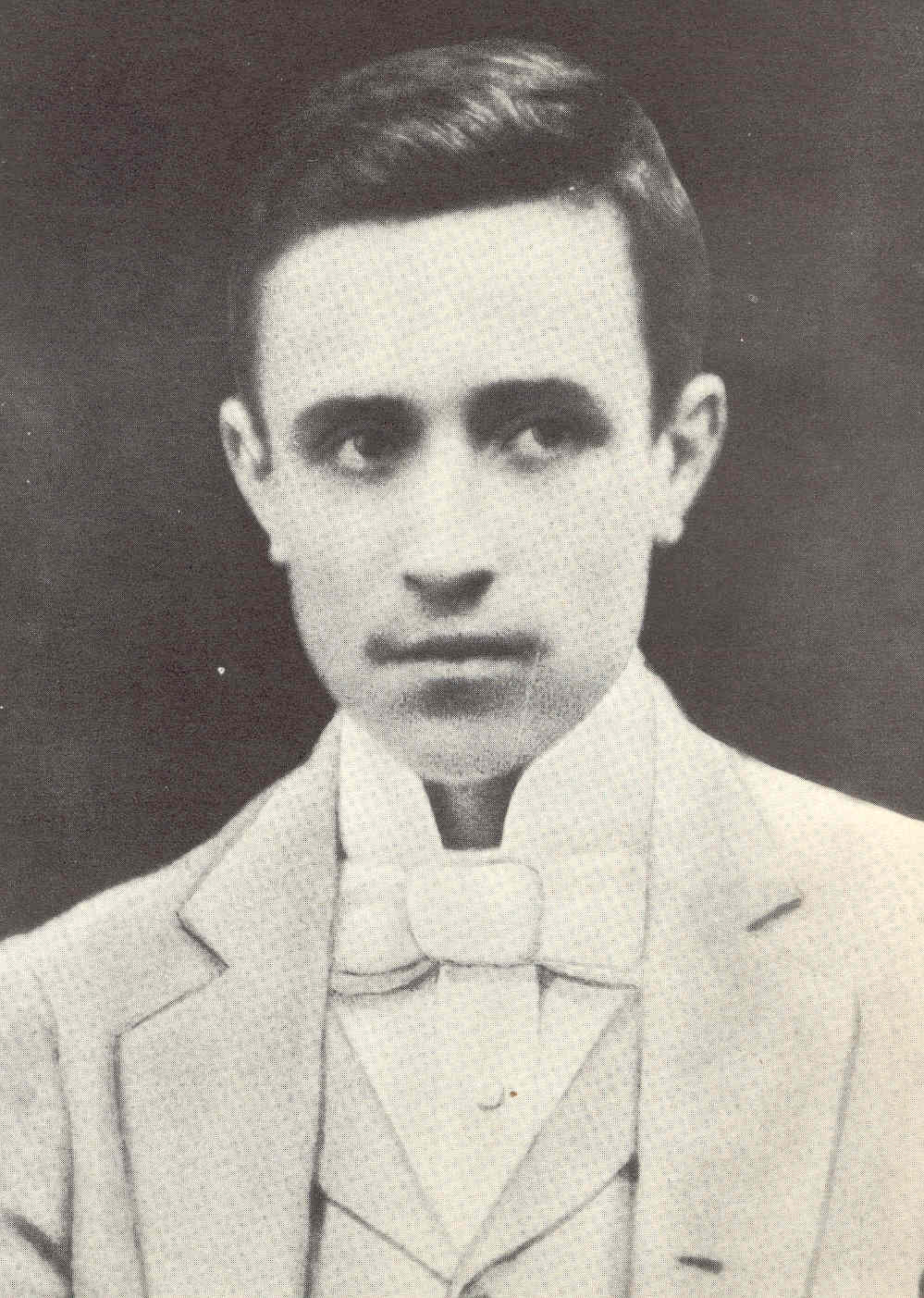
Eugenio Pacelli em 1896

Eugenio Maria Giuseppe Giovanni Pacelli, mais tarde Papa Pio XII, nasceu em 2 março de 1876, de Filippo Pacelli e Virginia (Graziosi) Pacelli, em Roma, onde ele passou a sua infância. Ele foi ordenado sacerdote em 2 de abril de 1899.

## Origem familiar

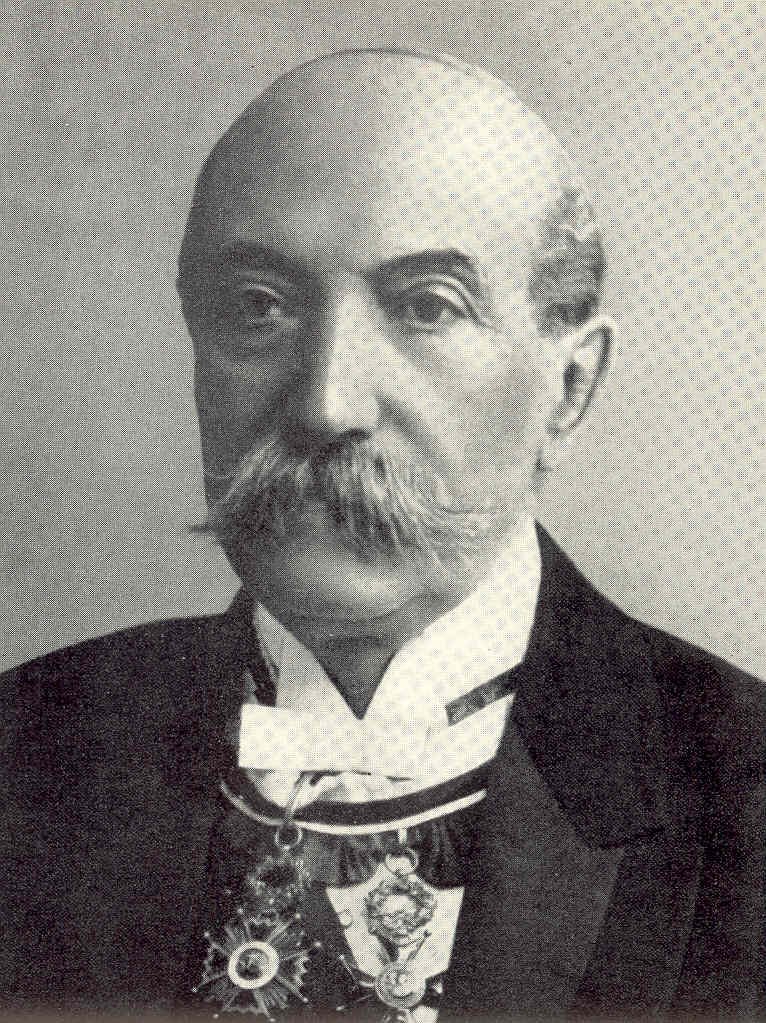
Pai Filippo Pacelli 1837 - 1916

Eugenio nasceu em uma família que, pela maior parte do século 19, esteve a serviço da Santa Sé. A família Pacelli tinha uma longa tradição de formação jurídica. Seu avô, Marcantonio Pacelli, tinha sido ministro das finanças do Papa Gregório XVI e vice-ministro do interior, sob o Papa Pio IX de 1851 a 1870. Marcantonio fundou o L’Osservatore Romano, jornal político-religioso, publicado pela primeira vez em 1 de julho de 1861.O pai Filippo Pacelli, era solicitador (advogado) na Congregação da Sagrada Rota. O irmão, Francesco Pacelli, era também advogado do Vaticano. Francesco foi consultor jurídico do Papa Pio XI, função na qual ele negociou o Tratado de Latrão em 1929, trazendo um fim para a Questão Romana. O Tratado estabeleceu a independência do Papado com a constituição da Cidade do Vaticano como entidade soberana. Francesco Pacelli descreveu no seu Diario della Conciliazione pormenores e dificuldades destas negociações na perspectiva do Vaticano.
A igreja paroquial da família em Roma era a Chiesa Nuova, onde o corpo de São Filipe Neri estava enterrado debaixo do altar, em um caixão de prata. Com um senso de humor inesgotável e o seu amor pela educação, pela   música e pela cultura, Neri foi um dos grandes heróis do jovem Eugenio Pacelli. Eugenio serviu como acólito na Chiesa Nuova. Ele era o terceiro de quatro crianças, o segundo filho. Dois dias após o seu nascimento, ele foi batizado na Igreja dos Santos Celso e Giuliano por seu tio, Monsenhor Giuseppe Pacelli. Os padrinhos de batismo de Eugenio foram seu tio materno Filippo Graziosi e sua tia paterna Teresa Pacelli. No prédio onde ele cresceu, havia um santuário de Nossa Senhora com um prie-dieu, (mesa para oração) onde Pacelli rezava com frequência. 

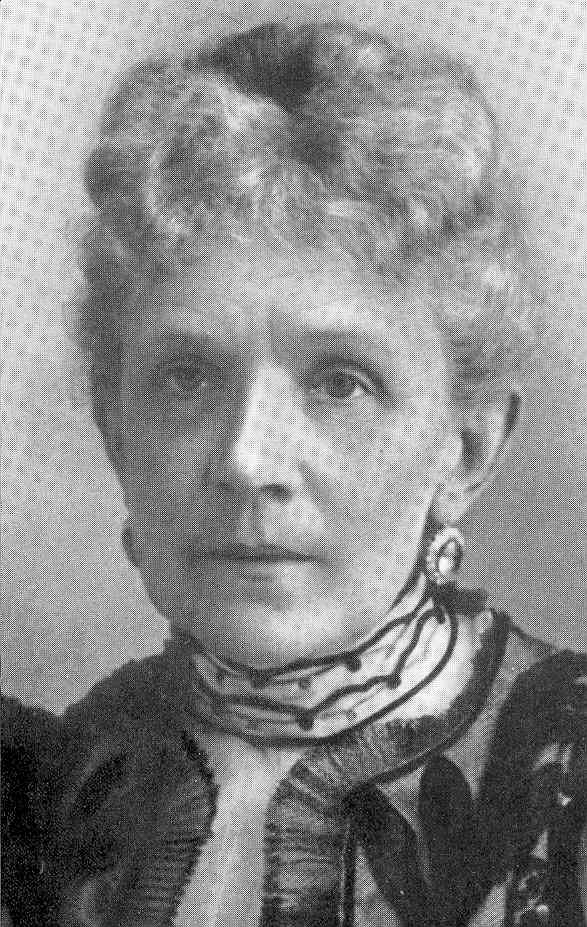
Mãe Virginia Pacelli 1844 - 1920

## Educação
Com cinco anos, Eugenio foi matriculado em um jardim de infância administrado pelas Irmãs da Providência Francesas, no local que hoje é conhecido como Via Zanardelli. Em 1939, um busto de Pio XII foi inaugurado na escola. Ele estudou em uma escola primária católica particular no Piazza Santa Lucia dei Ginnasi. Após a escola primária, Eugenio começou os seus estudos no Ennio Quirino Visconti Lyceum. Sob a direção dos jesuítas, era uma academia semimilitar sob controle governamental. Aqui ele aprendeu várias línguas, incluindo o latim. Eugenio levou consigo a influência de seus pais e de seu Pai para o Liceo (ensino secundário). Para um trabalho de redação sobre grandes líderes históricos, Eugenio escolheu escrever sobre Agostinho de Hipona. O seu professor, surpreendido com a escolha, perguntou ironicamente quem poderia defender Agostinho, o pecador confesso. Eugenio se levantou, e disse que defenderia Agostinho, o arrependido. Aos doze anos, ele anunciou que entraria para o sacerdócio, em vez de se tornar um advogado como a maioria de sua família. Ninguém ficou surpreso, disse sua irmã Elisabetta Pacelli.

### Autorretrato de Eugenio

Eugenio Pacelli com seis anos em 1882

Aos treze anos de idade, o professor de Eugenio, Ignazio Bassi, pediu que ele escrevesse um autorretrato, que é uma das muitas redações escolares de Eugenio em livros escolares originais.
- Eu tenho treze anos de idade e, para essa idade, como se pode ver, não sou nem muito alto nem pequeno. Minha fisionomia é esguia, a cor da minha pele é marrom, minha face é um tanto pálida, meu cabelo é castanho e macio, meus olhos são pretos, meu nariz meio curvado. Não vou falar muito do meu tórax, que para falar a verdade, não é muito grande. Eu tenho um par de pernas longas e finas e dois pés, que não são pequenos. A partir de tudo isso, pode-se ver que, fisicamente, eu sou um jovem comum.

- A natureza me premiou com dons suficientes, então eu posso com boa vontade, fazer muitas coisas.... Eu sou inspirado pelos clássicos e o estudo do latim me dá a mais alta sensação de prazer. Como eu amo música, gosto de tocar um instrumento no meu tempo livre, especialmente nas minhas férias.
- Meu caráter é bem impaciente e forte. Mas eu sinto a obrigação de modificá-lo através da educação. Sinto-me bem ao ver que no meu coração reside uma generosidade instintiva. Como não tolero discordâncias, perdoo facilmente os que me insultam. Espero que a idade e a reflexão contribuam para o desaparecimento dos defeitos danosos que reconheço em mim. Parece que falei a verdade''.[9]

### Autodisciplina
Eugenio era um tanto doentio. Ele tentou superar essa deficiência física com exercícios e esportes. Na casa de verão de sua família em Onano, ele andava a cavalo e nadava no Lago Bolzena. Eugenio caminhava com frequência. Durante toda a sua vida até sua velhice, ele comprometeu-se em fazer longas caminhadas diárias e exercícios matinais. A disciplina lhe permitiu achar tempo para seu instrumento musical favorito, o violino, que ele tocou muito, "e tão bem que poderia participar de uma orquestra". Ele preferia tocar compositores alemães clássicos e românticos como Bach, Mozart, Beethoven e Mendelssohn. Ele tinha paixão pela atuação e pelo falar em público. "Este era o seu jeito de vencer a timidez e um defeito precoce na fala, com determinação e energia".Eugenio também era interessado em colecionar selos e na Arqueologia. Esta última iria se manifestar anos depois no Divino Afflante Spiritu, onde ele encoraja a análise da linguagem, cultura e sociedade da antiga Israel, para a melhor compreensão do Antigo Testamento. 
Com o objetivo de ganhar tempo para seus muitos interesses, Eugenio forçou-se, desde cedo, ao trabalho metódico e a hábitos de oração. Mais tarde, ele confirmou que quando criança gostava de rezar e estudar, e que nunca entendeu, porque outras pessoas iriam falar ou fazer nada, em vez de rezar e estudar.

### Teologia

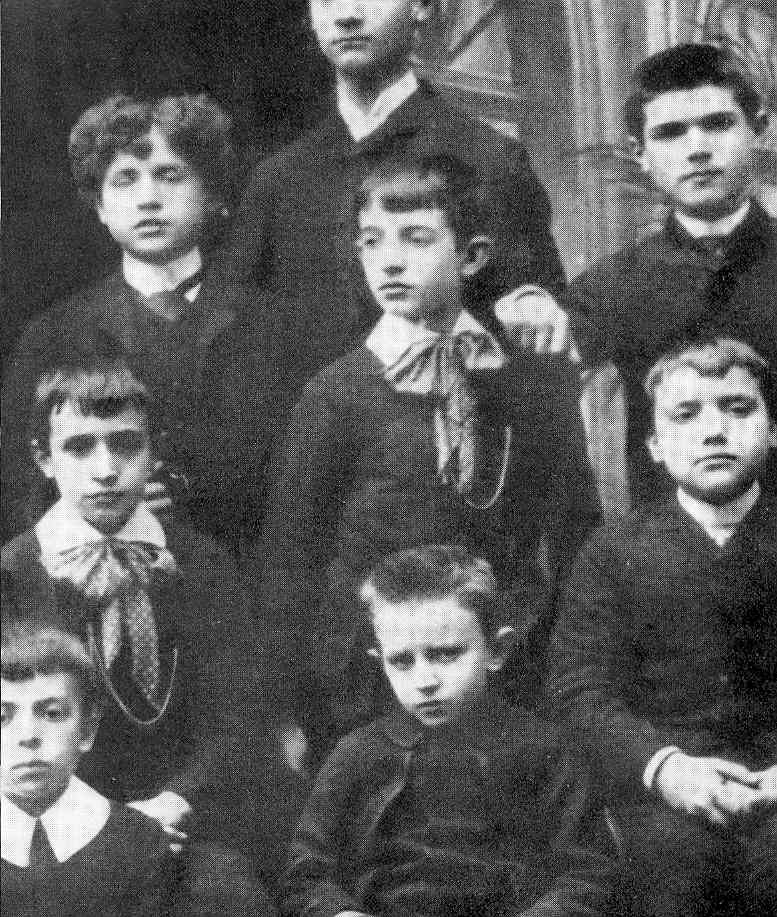
Eugenio a esquerda no centro aos dez anos de idade

A Teologia e a Igreja Católica não eram populares na Itália no final do século XIX. Após a tomada violenta da Roma papal pelas forças italianas em 1870, a religião foi banida das escolas públicas. Filósofos positivistas eram politicamente populares. A Igreja Católica foi vista como um inimigo reacionário do povo italiano. Em 1894, aos 18 anos, Eugenio entrou no Seminário Capranica e se matriculou na Universidade Gregoriana. Ao fim do primeiro ano acadêmico, ele desistiu tanto da Capranica quanto da Universidade Gregoriana. De acordo com sua irmã, a comida na Capranica foi a culpada; seu estomago "delicado" iria assombrá-lo pelo resto de sua vida, sugerindo um organismo altamente excitável. Ele viveu em casa (uma dispensa sem precedentes) enquanto continuava os estudos na Escola de Filosofia Sapienza, e no Ateneu Papal de São Apolinário Instituto para Teologia. Ele recebeu os diplomas summa cum laude de Baccalaureate e Licentiate. Sua saúde frágil impediu a participação na cerimônia de graduação. Os registros mostram que ele se graduou com as maiores honrarias e é relatado que ele possuía memoria eidética.  

## Ordenação

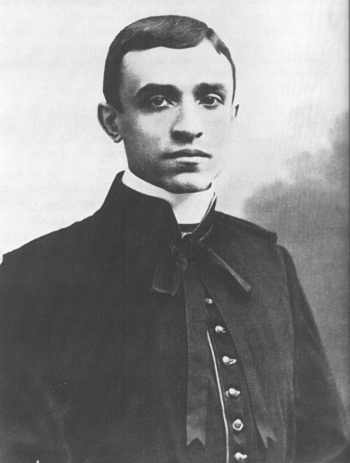
Eugenio Pacelli no dia da sua ordenação em 2 de abril de 1899

Eugenio Pacelli foi ordenado no Domingo de Pascoa, dia 2 de abril de 1899, e celebrou sua primeira missa no dia seguinte na Capela Borghese da Basílica de Santa Maria Maior em Roma no altar do "Salus Populi Romano", onde em 1949, cinquenta anos mais tarde, ele celebrou o seu aniversário. O cardeal Vicenzo Vanutelli acompanhou a primeira missa de Eugenio, assim como os seus guias espirituais, Monsenhor Azzochi e padre Lais. Ele celebrou sua segunda missa na sua igreja favorita Chiesa Nuova, em 4 de abril de 1899, no altar de Felipe Néri.

## Começando o serviço no Vaticano
Algumas semanas depois, na festa de Corpus Christi, o jovem padre Eugenio Pacelli deu seu primeiro grande sermão, que ele conclui com estas palavras:
- Cristo aceita todas as calúnias e acusações e pede apenas por nossos corações, para que Ele possa acender a chama do seu amor e espalhar Seu Reino por toda a Terra. Hoje, vamos substituir nossa ingratidão com o nosso amor e, assim, aquecer o coração Dele. Hoje, nós vamos a Jesus com humildade e amor, envergonhados de nossa miséria e indignidade. Como o cego, nos aproximamos da fonte da eterna claridade".[21]

Inicialmente, Pacelli foi designado a Chiesa Nuova como assistente. Pouco tempo depois, ele estava em casa tocando seu violino preferido, quando um visitante inesperado do Vaticano apareceu. Monsenhor Pietro Gasparri veio para pedir ajuda na burocracia do Vaticano. Pacelli não ficou surpreso, e falou a Gasparri, "não é para isto que me tornei padre". Pacelli queria trabalhar com pessoas, fazendo trabalho de paróquia. "Eu entendo", replicou Gasparri, "você quer ser um pastor e eu quero torná-lo cão de pastoreio". Mas há muitas mansões. Todo o serviço para a Igreja é pastoral. Ele continuou descrevendo o importante trabalho feito no Departamento de Estado do Vaticano. Eugenio Pacelli aceitou e foi introduzido ao cardeal Mariano Rampolla, Secretário de Estado, e ao Papa Leão XIII em 1901. Isso deu início a uma carreira que terminou com a morte do Papa Pio XII, em 9 de outubro de 1958.

## Citações do jovem Eugenio

### Bons livros
Eugenio amava ler. Seus autores favoritos incluíam Santo Agostinho, Cicero e Manzoni. Em 1889, aos treze anos, Pacelli descreveu um bom livro como o melhor amigo do homem.
- Um bom livro não é apenas útil, ele nos dá alegria, enriquecendo nosso espírito com novos conhecimentos, e educando nossas emoções com sentimentos nobres. Um bom livro é sempre útil. Nos bons momentos, aumenta nossa alegria, em maus momentos, nos dá consolação e força. Ele nos ensina a aceitar as tragédias da vida. Um bom livro nunca vai nos deixar. Ele não vai mudar, seus princípios também não vão mudar. A partir de tudo isso, se pode facilmente entender por que um bom livro é o melhor dos amigos.[24]

### Inimigos

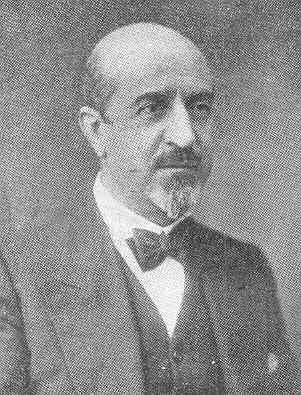
O irmão Francesco Pacelli foi a mão direita de Pietro Gasparri durante as negociações do Tratado de Latrão

A data deste último ensaio escolar é março de 1894, quando ele tinha 17 anos, quase 18. O tópico "meus inimigos" não foi escolha de Pacelli, foi dado a Eugenio e aos outros estudantes por seu professor como um projeto para a classe inteira.
- Quando criança em noites sem sono, eu vi fadas malignas, feias, pretas, dançando ao meu redor. Fadas, que são os inimigos das boas crianças, quando essas faces terríveis apareciam na minha frente, mudando para aparências ainda mais assustadoras, eu colocava a minha cabeça debaixo dos cobertores. Alguém pode dizer que elas eram antecipações do que vai acontecer mais tarde na vida.
- Sem dúvida, terei inimigos. Algumas das minhas ideias podem ser um pouco originais. Algumas podem não ser totalmente corretas na opinião dos outros, apesar de eu estar convencido da bondade delas. Algumas das minhas ideias eu vou pronunciar em alta voz, e talvez com uma abertura descuidada. Tudo isso vai criar inimigos, ódio e vingança. Mas isso não vai me impedir ou, para não dizer, desistir.
- É claro, todos agem de forma diferente contra seus inimigos. Alguns ficam bem furiosos, outros, bem chateados, e outros são incapazes de reagir e caem na resignação. ... Eu vou atrás daquilo que é para mim a cura de toda dor, que me faz esquecer de tudo que é ruim, estudar.
- Quando eu tenho que enfrentar os meus inimigos, eu desenvolvo um poderoso ímpeto para fazer estudos, fortes e numerosos como nunca. A perspectiva das boas obras me ilumina e fortalece. Essa é minha vingança.[25]